# Camponotus adenensis
Camponotus adenensis är en myrart som beskrevs av Carlo Emery 1893. Camponotus adenensis ingår i släktet hästmyror, och familjen myror. Inga underarter finns listade.